# Tappa (Musik)
Tappa, tappā,  ist ein Gesangsstil der nordindischen klassischen Musik neben Dhrupad, Khyal und Thumri, der aus einem arabisch beeinflussten Volksmusikstil im Punjab Ende des 18. Jahrhunderts von Shori Mian am Hof von Lakhnau zu einem klassischen Stil entwickelt wurde. Vor allem Sänger aus der Khyal-Gharana in Gwalior und Kurtisanen-Sängerinnen in Varanasi pflegten den auf Hindustani vorgetragenen weltlichen Unterhaltungsstil, der mit dem Dhrupad verwandt ist, wobei jedoch die Töne nicht in einem langen melodischen Bogen entwickelt, sondern einzeln durch Verzierungen ausgeschmückt werden.
Nidhu Babu (1741–1839) begründete mit seiner bengalischen Version von Tappa eine eigene romantisch-poetische Liedgattung, die Rabindranath Thakur und andere Dichter in Bengalen inspirierte. Seit der Mitte des 20. Jahrhunderts ist der schwierig zu singende Stil in den Hintergrund getreten.

## Ursprung und Entwicklung

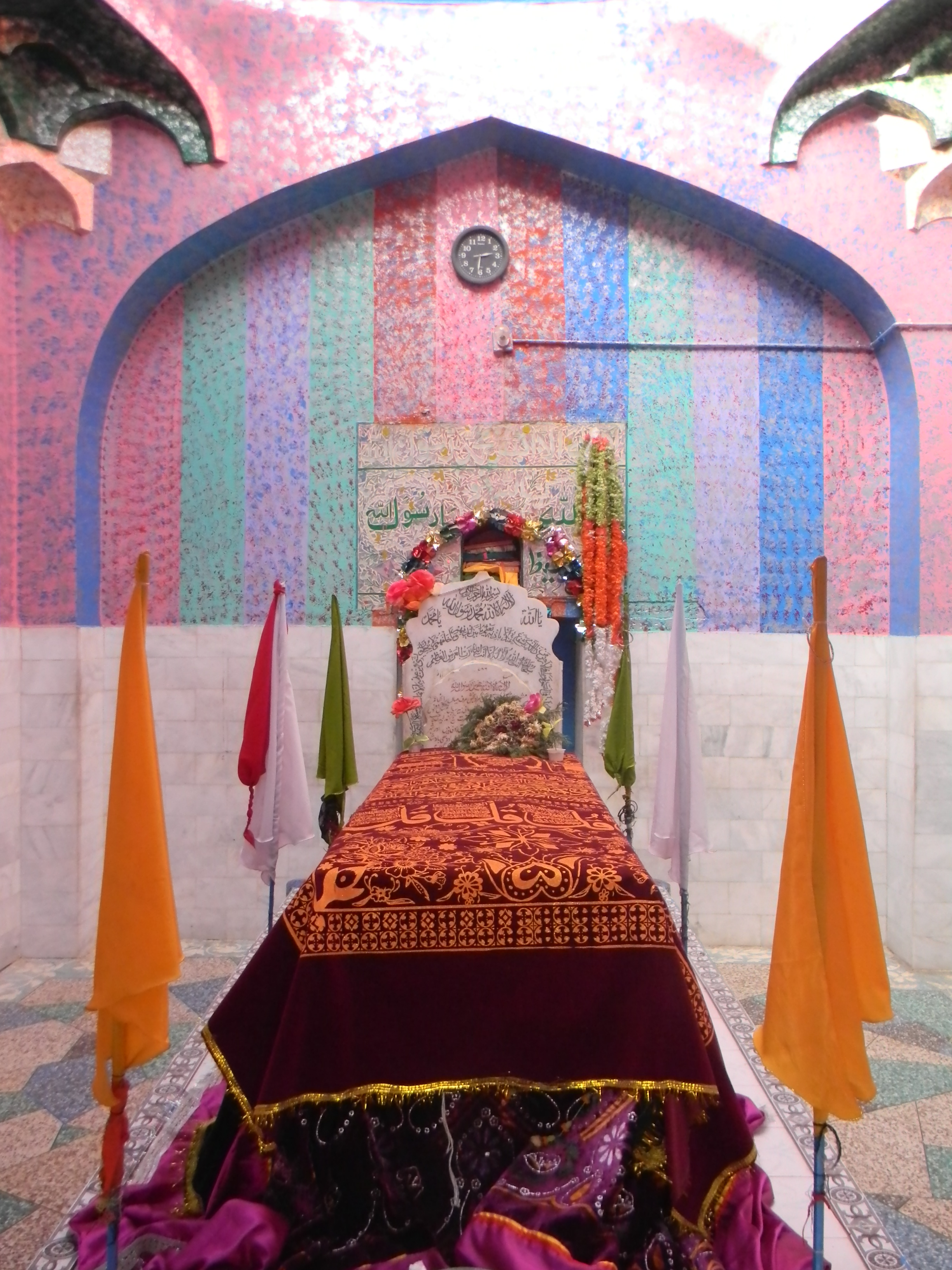
Das im islamischen Volksglauben verehrte Grab des mythischen Liebespaares Hir und Ranjha in Jhang, Pakistan. An den Bäumen draußen im Hof angebundene Stofffetzen sollen Kinderwünsche erfüllen.

Arabische Händler erreichten in früheren Zeiten mit Kamelkarawanen über Iran und Afghanistan den Punjab im Nordwesten Indiens. Was sie abends an Liedern sangen verschmolz mit der regionalen Volksmusik zu einem derben Stil, der dhapa genannt und in der lokalen Sprache Panjabi gesungen wurde. In den dhapa-Liedern geht es um die in zahlreichen Geschichten ausgebreitete, letztlich tragisch endende Liebesgeschichte zwischen der reichen und schönen Hir aus der Jat-Volksgruppe und dem umherziehenden Ranjha, der am Hof ihres Vaters als Kuhhirte angestellt wird und schön Flöte (bansuri, regional wanjhli) spielen kann.
Nach einer anderen Herkunftsgeschichte wurde Tappa früher nur von Frauen gesungen und kam aus Afghanistan. Nach der gängigen Ansicht war es Shori Mian (Shourimiya, Pseudonym von Ghulam Nabi, 1742–1792), ein ausgebildeter Khyal-Sänger an der Residenz des Nawab von Avadh, Asaf-ud-Daula (reg. 1776–1797), der in dessen Hauptstadt Lakhnau die Punjabi-Volkslieder in einen eleganten höfischen Stil umwandelte. Shori Mian wird auch als einer der Schöpfer des Thumri-Stils genannt. Er war der Sohn von Ghulam Rasul, einem Dhrupad-Sänger von Lakhnau, der bald den Khyal-Stil der zu seiner Zeit entstehenden Gwalior gayaki zu singen begann (gayaki ist der Gesangsstil einer der Khyal-Gharanas). Ursprünglich soll Ghulam Nabi arabische Modi (maqāmāt) gesungen haben, bis er bei seinen Reisen im Punjab die Volkslieder hörte und seinen stimmlichen Fähigkeiten entsprechend mit verschiedenartigen melodischen Verzierungen wie tana, jamjama, khataka, gitkari und muriki versah. Zur Zeit Asaf-du-Daulas wurde die bisherige Volksmusikgattung als der klassische Stil Tappa anerkannt.
Aus dem Punjabi-Wort dhapa wurde Hindi tappā, die zentralen Themen blieben unerfüllte Liebe und ein Gefühl von Verlust. Die Lieder klingen entsprechend romantisch und stimmungsvoll. Tappa bedeutet auf Panjabi „hinüberspringen“ und tap auf Hindi „unerwartet“, „kurz“. Die rhythmischen Abfolgen sowie hin und her springenden Melodiebewegungen lassen den Namen für den Musikstil auf anschauliche Weise passend erscheinen.
Der klassische Musikstil Tappa sollte von einer Versform in der heutigen Volksmusik der  pakistanischen und indischen Provinz Punjab unterschieden werden. Der einzeilige Vers (tappā) besitzt den Charakter eines Sprichworts und stellt die kleinste Einheit eines kurzen Gedichts (regional boli oder mahia) dar. Die Lieder mit diesen anonymen (Liebes-)Gedichten werden zur Begleitung von Tänzen wie giddha und jhumar gesungen.

## Hindustani Tappa

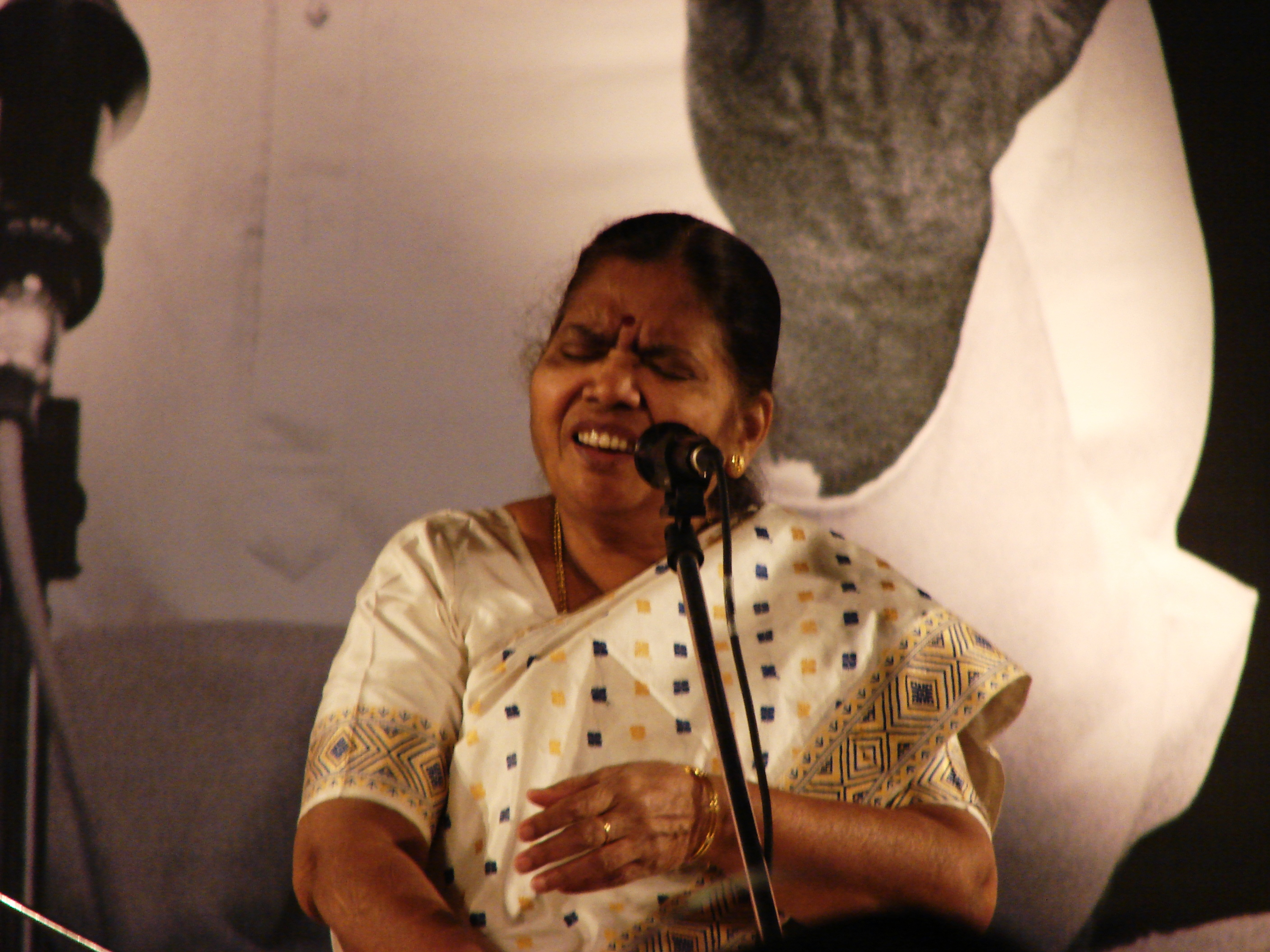
Tappa-Sängerin Malini Rajurkar aus der Gwalior-Gharana, 2011

Shori Mian komponierte Tappas, die sich durch eine lebhafte Vibration der Stimme (gitkari) auszeichneten (von gita-kriya, „ein Lied aufführen“, entspricht khatka bei der instrumentalen Musik, der schnellen Verzierung um eine Note). Weder in seiner ursprünglichen Form im Punjab, noch in der höfischen Weiterentwicklung war die genau Einhaltung der Tonfolgen des Ragas oder Raginis ein Kriterium, die Aufmerksamkeit liegt allein auf der eleganten Ausgestaltung von gitkari. Ferner wird aus drei benachbarten Tönen ein Triller (murki) gebildet. Dagegen liegt die Eigenart des Khyal in seinen tana, den Vokalisen oder melodischen Verzierungen, die beim Tappa in kurzer, schneller Abfolge gebildet werden. Die Ausführung dieser anspruchsvollen tana, die im ehemaligen Volksmusikstil des Punjab noch nicht vorkamen, verlangt eine gründliche Gesangsausbildung. Tana sind beim strengsten Stil, dem Dhrupad verpönt. Das Wort Dhrupad setzt sich zusammen aus dhruva, dem festgelegten Modus und dem Versmaß pada. Die klare Melodielinie des Dhrupad kommt auch beim Tappa vor, wo sie hinter den vorsichtig zu gestaltenden Verzierungen erkennbar bleiben soll.
Die gesungenen Verse werden beim Dhrupad üblicherweise in die vier Abschnitte sthāyī, antara, samcharī und den abschließenden ābhoga eingeteilt, die musikalische Komposition verwendet für jeden unterschiedliche Bereiche aus dem Tonvorrat des Ragas. Der Tappa besteht nur aus den letzten beiden Abschnitten und ist daher wesentlich kürzer als Dhrupad und Khyal. Die Ragas und Raginis des Hindustani-Tappa heißen unter anderem Barowa, Bhairavi, Jhinjhit, Kafi, Kolangra, Khambaj und Pilu. Die Talas (Rhythmusstrukturen) sind dieselben wie beim Khyal, sie haben meist eine mittlere Geschwindigkeit (madhya kala) mit 16 Zählzeiten, am häufigsten ist der Sitarkhani tala, weitere sind Ekwai, Adhha und Trital. Andere Zählzeiten haben Tevra, Jhumra und Pashto.
Unter Nawab Wajid Ali Shah von Avadh (reg. 1847–1856) erlangte Tappa eine derartige Bekanntheit, dass zahlreiche Khyals im Tappa-Stil vorgetragen wurden. Es entstand die Mischform Tappa-Khyal (oder Tapkhayal, Tap-Khayal), deren Melodiebildung aus dem Tappa stammte und wie dort aus den beiden Teilen sthāyī und antara bestand.
Der Tappa-Stil hat sich ferner auf einige halbklassische Musikstile in Maharashtra ausgewirkt wie Lavani, einen Gesangs- und Tanzstil, dessen Lieder von Liebe oder geschichtlich-gesellschaftlichen Themen handeln und von der Fasstrommel dholki, der einsaitigen Zupftrommel tuntune (ähnlich der ektara), der Streichlaute sarangi und in jüngster Zeit von einem Harmonium begleitet werden. Weitere halbklassische Stile in Maharashtra, die mit Tappa in Verbindung stehen, sind Natya Sangit und Kirtana. Musikalisch verschieden, aber vom Inhalt und von der romantischen Stimmung ähnlich ist der südindische Stil Javali.

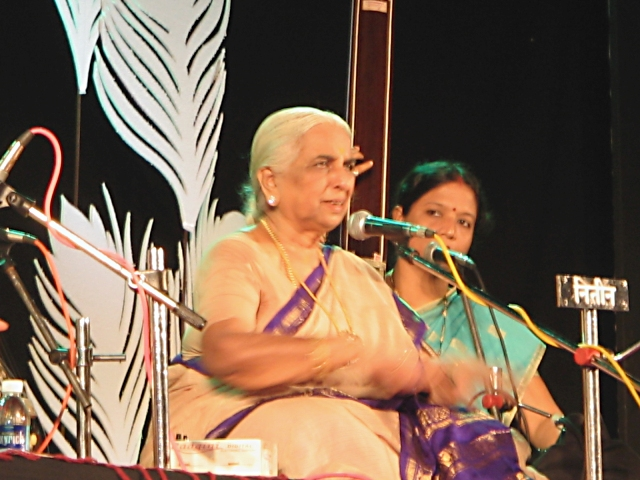
Girija Devi singt Khyal, Tappa und Thumri, 2006

Der klassische Tappa-Stil Shori Mians beeinflusste auch den punjabischen Sänger Bade Ghulam Ali Khan (um 1902–1968) und seinen Bruder Barkat Ali Khan (1905–1962), die in ihren Thumri-Gesang Ornamentierungen des Tappa einbrachten, jedoch selten im Tappa-Stil sangen. Es entstanden keine eigenen Gharanas (Musiktraditionen) für Tappa, der Einfluss auf die Gwalior-Khyal-Gharana und auf den Thumri-Stil von Varanasi (Benares-Gharana) war dennoch beträchtlich.
Weitere bekannte Tappa-Sänger aus Gwalior im 20. Jahrhundert waren Krishnarao Shankar Pandit (1893–1989) sowie der Sänger und Musikwissenschaftler Raja Bhaiya Poonchwale (1882–1956), der Vishnu Narayan Bhatkhande bei seinen Forschungen unterstützte. Für die zweite Hälfte des 20. Jahrhunderts sind Balasaheb Puchhawale, Sharachchandra Arolkar, Jal Balaporia und besonders Malini Rajurkar (* 1941) zu nennen. Sie singt neben Tappa auch Natya Sangit und andere leichte Klassik. Khyal und gelegentlich Tappa singen Girija Devi (1929–2017), Sulochana Brahaspati (* 1937) und  Bharati Vaishampayan  (* 1954). Der einflussreiche und experimentierfreudige klassische Sänger Kumar Gandharva (1924–1992) brachte in seinen Konzerten Thumri mit Tappa, Bhajans (religiöse Lieder) und Tarana (ein klassischer Raga-Stil) zusammen. Einige seiner Schüler singen Tappa. Ausnahmen sind Musiker wie der Sitarspieler Budhaditya Mukherjee (* 1955) und der Harmoniumspieler Aravind Thatte aus Pune, die Tappa auf ihren Instrumenten gespielt haben.

## Bangla Tappa
In Bengalen geht eine besondere Ausprägung des Tappa auf Nidhu Babu (geboren als Ramnidhi Gupta, 1741–1839) zurück, der – ohne einer bestimmten Gharana anzugehören – durch seine vielfältigen Aktivitäten im Musikleben Kalkuttas zu einer einflussreichen Persönlichkeit wurde. Ab 1894 widmete er sich in Kalkutta ganz der Musik, er verfeinerte den bengalischen Volksmusikstil Akhrai zu einem klassischen Stil, dessen Komplexität nur die gebildeten höheren Gesellschaftsschichten der Stadt zu beurteilen wussten. Um diese Zeit hatte sich in der Hauptstadt der britischen Kolonialmacht eine bengalische Mittelschicht entwickelt, die sich europäischen Kultureinflüssen gegenüber gleichgültig zeigte und Musik- und Tanztheateraufführungen schätzte, die von Vishnuismus, dem Kult um Radha und Krishna sowie volkstümlichen Ausdrucksformen geprägt waren. Ein anderer Volksmusikstil, der Anfang des 19. Jahrhunderts in der Mittelklasse beliebt wurde, hieß Kavigan. Für die breite Unterhaltung gab es die Liedgattungen Jhumur, Kavi, Panchali und vor allem die erotisch-vulgären Kheur-Lieder.
Nidhu Babu gründete 1805/06 eine „reformierte“ Akhrai-Truppe, die zum führenden Orchester dieses Genres wurde. Vermutlich komponierte Nidhu Babu als erster Tappa-Lieder in Bengalen, deren Punjabi-Form er in seiner frühen musikalischen Ausbildung bei einem muslimischen Musikmeister (Ustad) erlernt hatte. In den ersten beiden Jahrzehnten des 19. Jahrhunderts verfassten neben ihm noch Kalidas Chattopadhyaya (Kali Mirza, um 1750 – um 1820) und Radhamohan Sen Das Tappas. Nidhu Babu benutzte teilweise die Ragas und Talas des nordwestindischen Tappa-Stils zusammen mit den melodischen Verzierungen wie gitkari und tana, wobei letztere in langen melodischen Wellenlinien ausgedrückt wurden, um seinen pathetischen Liebesliedern besser zu entsprechen. Er fand so einem Stil, der sich deutlich vom Tappa in seiner Herkunftsregion unterschied.
Die vishnuitischen Sänger in Bengalen verwendeten häufig Kombinationen aus zwei Ragas, die Nidhu Babu offensichtlich übernahm. Zu seinen Talas gehörten an erster Stelle Jalad tetala, ferner Ada-cautal, dhime tetala, Dhamar tala, Ekatala, Hari tala und Kaoyali. Eine Liste von 108 Ragas und eine Liste von Talas sind in seiner Anthologie Gitaratna von 1837/38 enthalten, zusammen mit 554 selbst verfassten Liedtexten, die auch als Gedichte zu lesen sind.
1845 veröffentlichte Krishnananda Vyas in Kalkutta im dritten Band seines Sangitaragakalpadruma die bis dahin größte Sammlung von Tappa-Liedern. Darin erwähnt werden unter anderem die Musiker und Dichter:
- Govinda Adhikari (1798–1876), Verfasser des Krishna Yatra-Volksdramas
- Manomohan Basu (1831–1912) veröffentlichte 1873 Sati natak, ein Drama über Shivas Frau Sati. Er war der berühmteste Dichter der Basu-Familie.
- Der Brahmane Kalidas Chattopadhyaya (Kali Mirza) trug den muslimischen Ehrentitel Mirza, weil er sich wie ein vornehmer Muslim kleidete. Er erhielt seine musikalische Ausbildung in Delhi und Lakhnau und komponierte annähernd 400 Tappas.
- Radhamohan Sen Das veröffentlichte 1818 das Werk Sangitataranga, eine Sammlung seiner Gedichte und Musikstücke. Er war ein bedeutender Musikwissenschaftler seiner Zeit, wurde jedoch von Krishnananda Vyas nicht beachtet.
- Ashutosh Deb (1803–1856), Sitarspieler, Komponist überwiegend von Tappas und Priester der orthodoxen Hindus in Kalkutta
- Kalidas Gangopadhyay, ein Zeitgenosse von Nidhu Babu, war für einfache Kompositionen im klassischen Stil bekannt.
- Kashprasad Ghosh (1810–1873), Dichter und Journalist
- Sridhar Kathak (* 1816), professioneller Kathak-Tänzer, der die Puranas vortrug und auf Bengali erklärte.
- Dasarathi Roy (1805–1857), verfasste Panchali-Lieder
- Rabindranath Thakur (1861–1941) schrieb einige Kompositionen im Tappa-Stil, bei anderen ließ er sich bei seinen europäischen Melodien von der Atmosphäre des Tappa beeinflussen.
- Jyotirindranath Thakur (1849–1925), der Bruder Rabindranaths.[16]

Neben den in Bengalen weiterhin gepflegten älteren musikalischen Formen wie Dhrupad kamen im 18. Jahrhundert einige neue Stile hinzu, von denen Tappa der bedeutendste war. Rabindranath Thakur orientierte sich an den strukturellen und gestalterischen Vorgaben des Dhrupad, der Stil hatte unabhängig davon in Nordindien bereits seit der 2. Hälfte des 18. Jahrhunderts viel von seiner Bedeutung verloren und an den weniger strengen Khyal abgegeben. Im Bengalen des 19. Jahrhunderts waren dagegen Dhrupad und Tappa die beiden führenden klassischen Stilrichtungen, Khyal wurde dort erst Anfang des 20. Jahrhunderts stärker bekannt.